# 反対運動
反対運動（はんたいうんどう）は、何らかの事業や制度に対して、反対や抗議の意思を示し、不実施・凍結・中止・廃止・撤回を求める目的で行う社会運動である。

## 概要
主に、次の場合に実施される。
- 何らかの事業や制度が計画されていて、住民等が当該事業や制度の施行により不利益を被ると判断し、当該事業や制度の施行の撤回や見直しを求める場合
- 現時点で施行されている事業や制度の中止・廃止・凍結を求める場合
- 現時点で進められている事業や新しく施行されようとしている制度の凍結を行おうとしているとき、その事業や制度の凍結をやめることを求める場合。

運動者が主張する不利益としては以下のような例がある。
- 当該事業や制度の施行により、負担の増加や利便性の低下が懸念される。
- 当該事業や制度の施行の結果、環境問題の悪化が懸念される。
- 当該事業や制度の施行により、人の動きや社会制度の変化が発生し、それに伴う歪みの発生が懸念される。

## 反対運動の種類
反対運動・抗議行動にはいくつか種類が見受けられる。

### ボイコット
歴史上有名なボイコット、アラバマ州の「モンゴメリー・バス・ボイコット事件」では、アフリカ系アメリカ人・ローザ・パークスが運転士から白人に席を譲るよう命令するもそれを拒み、その結果ジム・クロウ法違反で逮捕されて州簡易裁判所の罰金刑を宣告されたことを機に、人種分離制度に対する反対運動として実施された。
この反対運動の結果、モンゴメリー市のバスは大打撃を受けた。その後連邦最高裁は人種分離制度が違憲であると認定し、ローザ・パークスに対する罰金刑も取り消された。判決の翌日には運動も終息した。

### ストライキ
プロ野球再編問題 (2004年)においては、「ペナントレースを翌季（2005年）以降も現状のセ・パ各6球団ずつで行う」ことに対して同意に至らず、同年9月18日および19日にストライキが実施された。本ストライキは球団数削減に反対する意味で施行されている。
また、1994年にはメジャーリーグベースボールで選手会がサラリーキャップ制度に反対し、232日間に及ぶ長期ストライキを決行している。

### 演説
政治家や住民等が事業や制度のデメリットを主張し、民衆に対して当該事業や制度に対する反対意識を高め、事業や制度の撤回につなげようとする目的で行われる。

## 日本で起きた主な反対運動
- 東北・上越新幹線反対運動
- 六ヶ所村核燃料再処理事業反対運動
- 国際労働会議代表反対運動
- 三里塚闘争（成田空港問題）
- 諫早湾干拓事業反対運動
- プロ野球ストライキ
- 阿久根市元市長の不信任を問う住民リコール
- 普天間問題
- 障害者自立支援法及び障害者総合支援法の違憲訴訟
- 九州新幹線西九州ルート建設反対運動
- 地上デジタル放送完全移行に関する反対運動
- 福島第一原子力発電所反対運動
- 集団的自衛権反対運動
- 蜂の巣城紛争